# Matera
Matera ist eine Stadt in der süditalienischen Region Basilikata mit 59.652 Einwohnern (Stand am 31. Dezember 2023) und Hauptstadt der Provinz Matera. Die Stadt ist Sitz des Erzbistums Matera-Irsina. Bekannt ist Matera für seine Altstadt, die zu einem erheblichen Teil aus Höhlensiedlungen – den Sassi – besteht. Diese gehören seit 1993 zum UNESCO-Welterbe.
Am 17. Oktober 2014 wurde Matera als erste Stadt in Süditalien zur Kulturhauptstadt Europas 2019 gewählt.

## Geographie

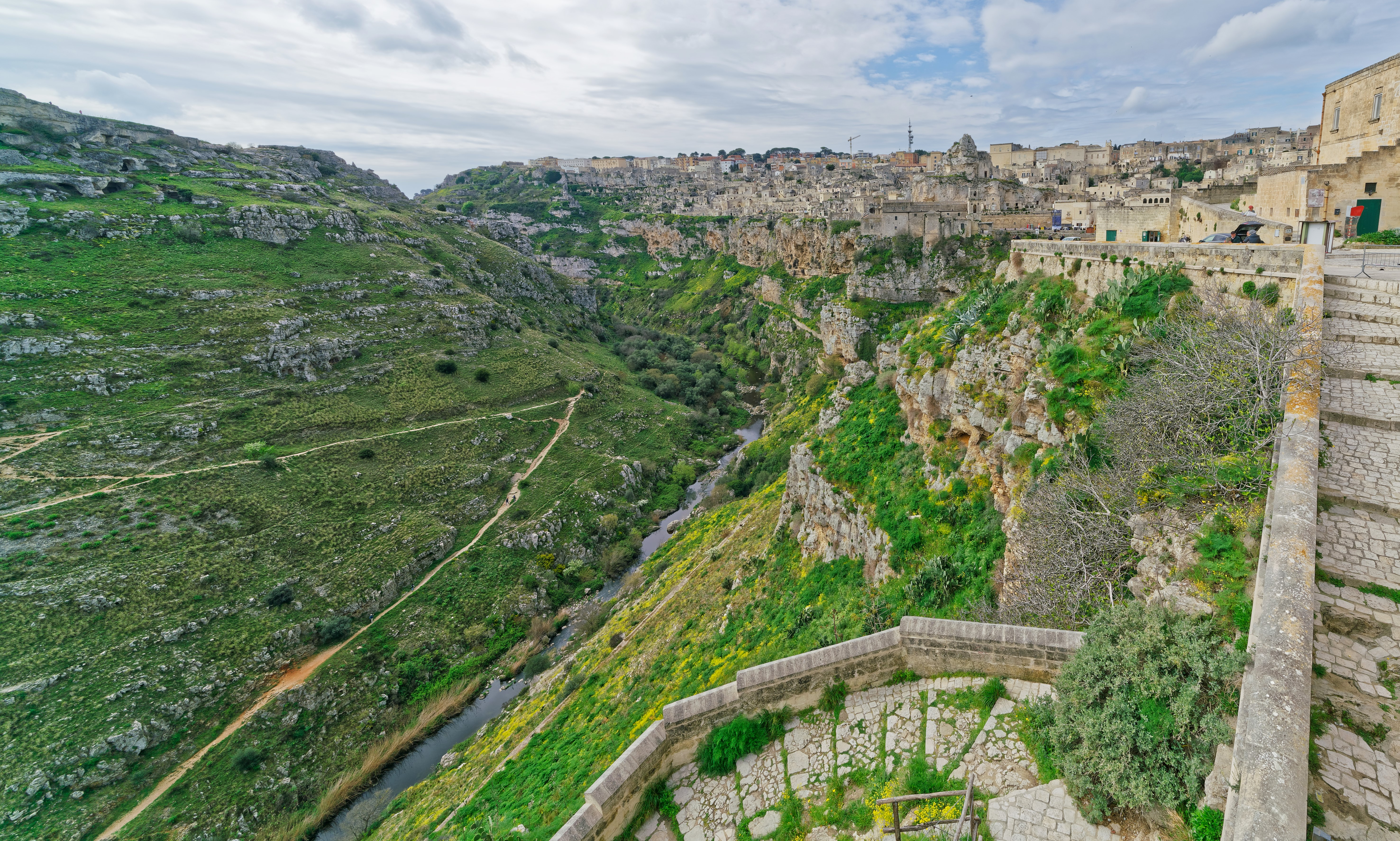
Schlucht der Gravina di Matera

Matera liegt etwa 200 km östlich von Neapel und jeweils gut 50 km südwestlich von Bari und nordwestlich von Tarent. Die Stadt liegt auf der karstigen Hochebene der Murgia oberhalb des tief eingeschnittenen Tales des Gravina di Matera. Das Gemeindegebiet hat Anteil am Parco Regionale delle Chiese rupestri del Materano.
Die Stadtteile von Matera La Martella, Venusio, Borgo Picciano A, Borgo Picciano B wurden nach dem Zweiten Weltkrieg neu gegründet, teilweise zur Aufnahme der in den 1950er Jahren umgesiedelten Bewohner der Sassi.
Die Nachbargemeinden sind Altamura (BA), Ginosa (TA), Gravina in Puglia (BA), Grottole, Laterza (TA), Miglionico, Montescaglioso, Santeramo in Colle (BA).

### Verkehr
Matera ist mit den Staatsstraßen SS 7, SS 99 und SS 655 in das Fernstraßennetz eingebunden.
Matera ist Endpunkt der schmalspurigen Bahnstrecke Bari–Matera der Ferrovie Appulo–Lucane. Eine normalspurige Strecke vom südwestlichen Stadtrand in La Martella bis Ferrandina, und damit eine Anbindung Richtung Neapel, ist bereits 1986 begonnen worden, wurde aber seither nicht fertig gestellt. 2023 begannen erneute Bauarbeiten einschließlich einer zusätzlichen Anbindung dieser Stichstrecke Richtung Norden mit dem Ziel einer Inbetriebnahme im Dezember 2026.
Bis 2019 wurde die Bahnstrecke Bari–Matera zwischen dem Endpunkt Matera Sud und dem nördlichen Vorort Venusio teilweise zweigleisig ausgebaut. Im Zuge dieser Arbeiten wurde der Bahnhof Matera Centrale unter die Erde verlegt und im Januar 2019 wiedereröffnet. Zu einem Ende 2024 nicht benannten Zeitpunkt soll auf dieser 10,2 Kilometer langen Teilstrecke ein Stadtbahnverkehr unter der Bezeichnung Metrotranvia dei Sassi mit fünf Stationen und 16 täglichen Verbindungen aufgenommen werden. Die Fahrzeit beträgt dann 16 Minuten. Eine südliche Verlängerung um eine Station bis zum Krankenhaus ist bis 2030 geplant, eine weitere um eine Station bis Borgo San Francesco ist in Vorstudien.

## Geschichte

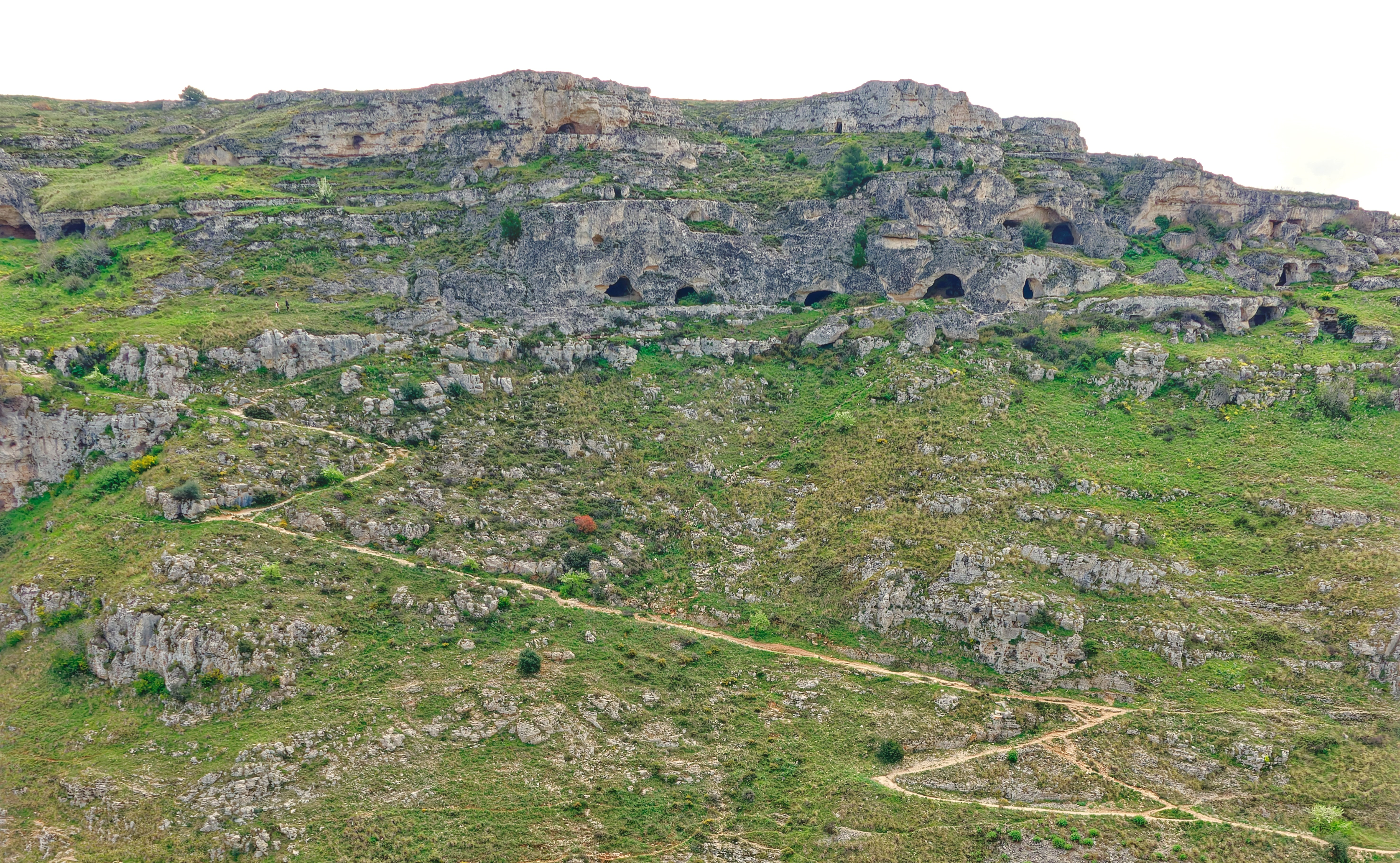
Höhlensiedlungen

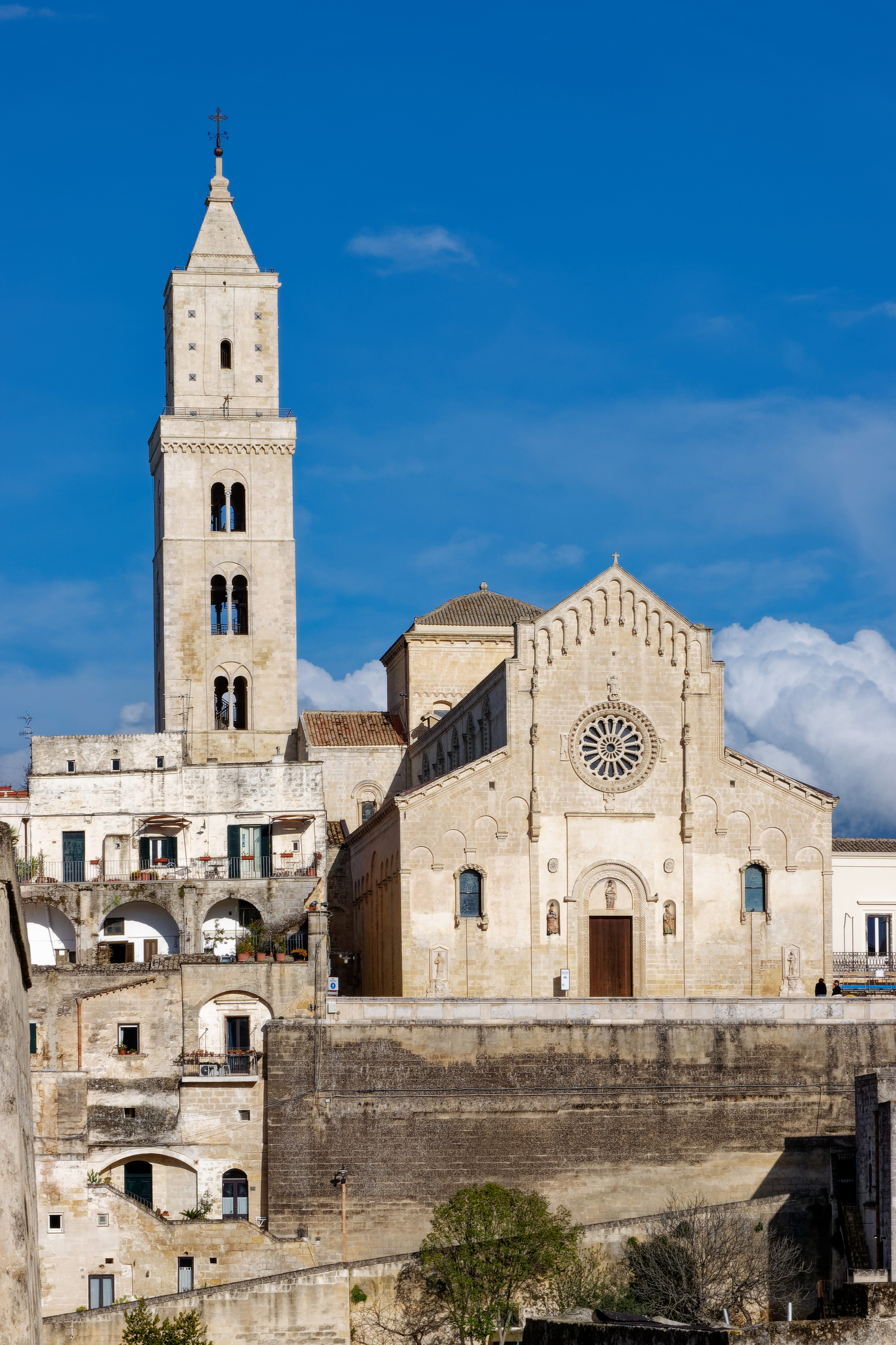
Kathedrale von Matera

Der historische Teil von Matera ist in die Stadtviertel Sasso Barisano und Sasso Caveoso aufgeteilt. Die Höhlensiedlungen der Umgebung sind ein außergewöhnliches Beispiel im mediterranen Raum. Das bereits seit der Jungsteinzeit besiedelte Gebiet kann als eine der ältesten Städte der Welt gelten. Die Stadt Matera wurde vom römischen Konsul Lucius Caecilius Metellus 251 v. Chr. als Matheola gegründet. Nach der griechischen, römischen, langobardischen und byzantinischen Geschichte, die Matera mit ganz Süditalien teilt, verwüsteten im Jahr 938 Sarazenen den Ort. Er kam 1043 unter normannische Herrschaft, wurde Königssitz und gelangte so zu beträchtlichem Reichtum. Diese Blüte setzte sich unter der anschließenden Herrschaft der Staufer und Anjou fort, 1270 wurde die Kathedrale von Matera fertiggestellt. In den nächsten Jahrhunderten wurde Matera von lokalen Adeligen beherrscht, wobei es zu Rivalitäten, Machtkämpfen und Revolten kam; so wurde 1514 der neapolitanische Graf Giancarlo Tramontano bei einem Aufstand der Materaner getötet.
Während Matera bis 1663 zu Apulien bzw. der Küstenstadt Otranto gehörte, wurde es anschließend zu Lukanien bzw. zur Basilikata gerechnet, wurde 1806 deren Hauptstadt, bis es nach einer Verwaltungsreform zur Hauptstadt der gleichnamigen Provinz wurde, die etwa die Hälfte der Basilikata umfasst.
Im Zweiten Weltkrieg wurde die Stadt am 12. September 1943 nach dem italienischen Waffenstillstand mit den Alliierten von deutschen Truppen besetzt. Am 21. September erhob sich die Bevölkerung gegen die Besatzungstruppen, dabei wurden 26 Einwohner Materas von Angehörigen des Fallschirm-Jäger-Regiment 1 der 1. Fallschirmjäger-Division getötet. Mitte des 20. Jahrhunderts galt es als Kulturschande, dass in Italien Menschen immer noch in Höhlen ohne Strom und fließendes Wasser lebten. 1948 lebten in 3300 Räumen 15.000 Menschen, als die Stadt von der Malaria heimgesucht wurde. Carlo Levis Erinnerungsbuch Christus kam nur bis Eboli (1944) und der gleichnamige Film von Francesco Rosi (1978) machten die katastrophalen hygienischen Zustände weltbekannt. So wurden die Bewohner in den 1950er und 1960er Jahren in neugebaute Wohnblocks umgesiedelt. Die ehemalige Handelsstadt und Lokalmetropole wurde durch die Industrialisierung des Basento-Tales zur (kleineren) Industriestadt. Da die Sassi heute eine Museumsstadt bilden, gewinnt auch der Tourismus zunehmend an Bedeutung.

## Sassi
Sehenswert sind die Höhlensiedlungen Sassi di Matera, die in der an den steilen Felshängen des zerklüfteten Flusstales der Gravina gelegenen Altstadt Materas liegen. Die Sassi wurden 1993 von der UNESCO zum Weltkulturerbe erklärt. Von mittelalterlichen Chronisten wurden sie „Spiegel des gestirnten Himmels“ genannt, der Schriftsteller Carlo Levi verglich sie dagegen mit der trichterförmigen Hölle Dantes.
Zu den Sehenswürdigkeiten zählen die Felsenkirche San Pietro Barisano, Santa Maria dell’Idris e San Giovanni' in Monterrone, Santa Lucia alle Malve, die Kirche Sant'Antonio Abate, San Pietro Caveoso, die Kathedrale, die Torre Metellana und die Casagrotta.

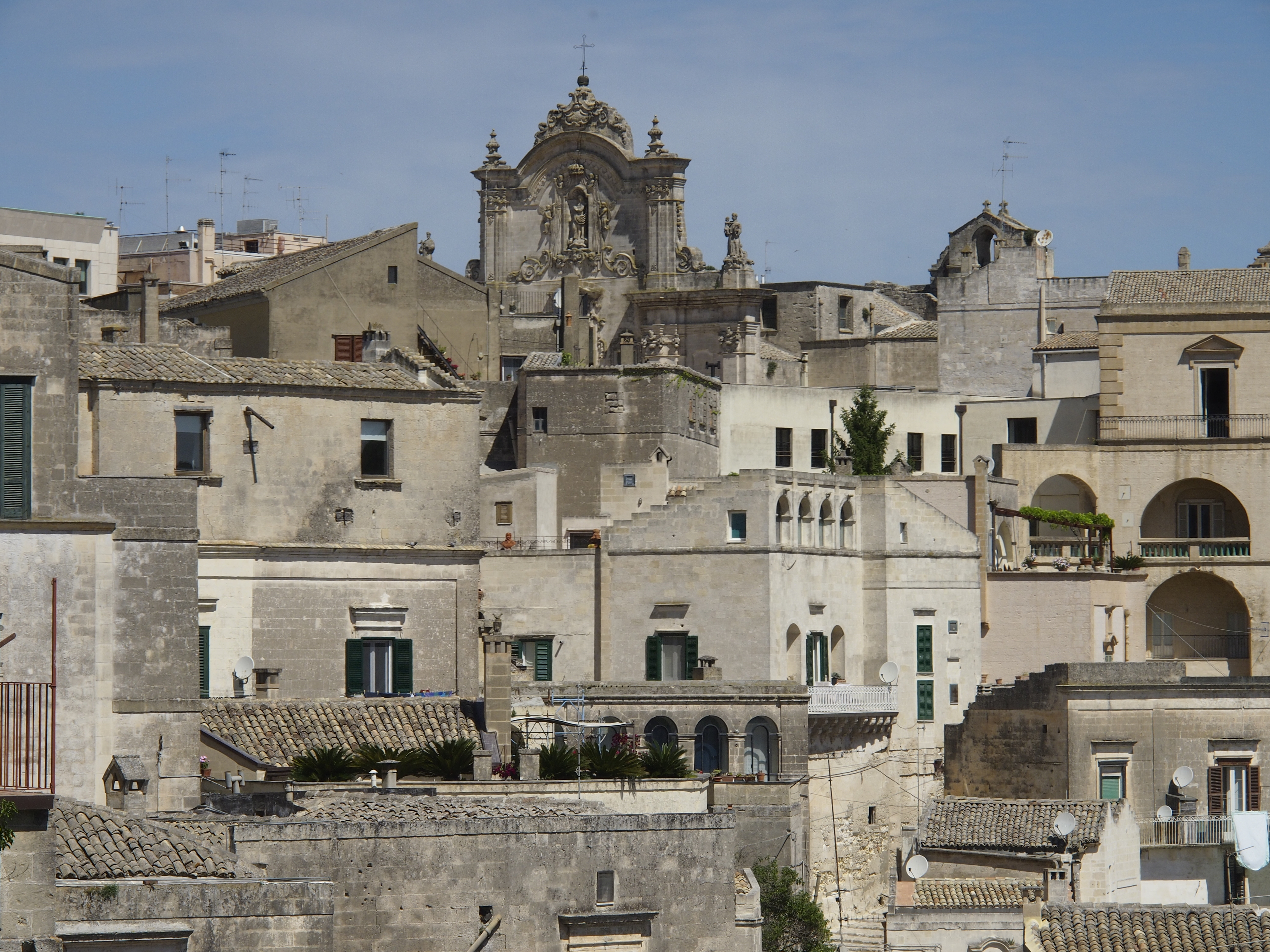
Sassi von Matera Ansicht
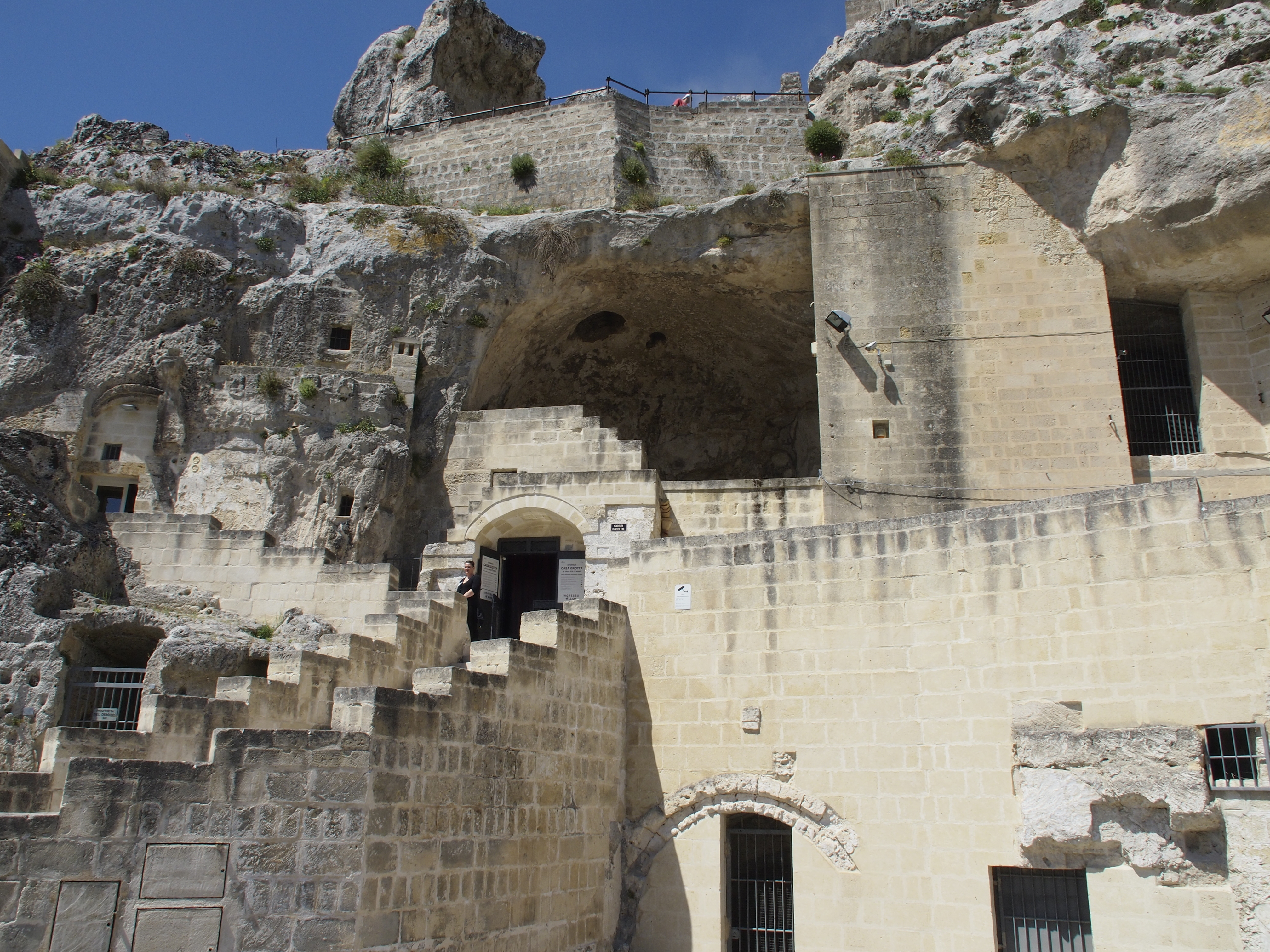
Felsenhöhle Casa Grotta
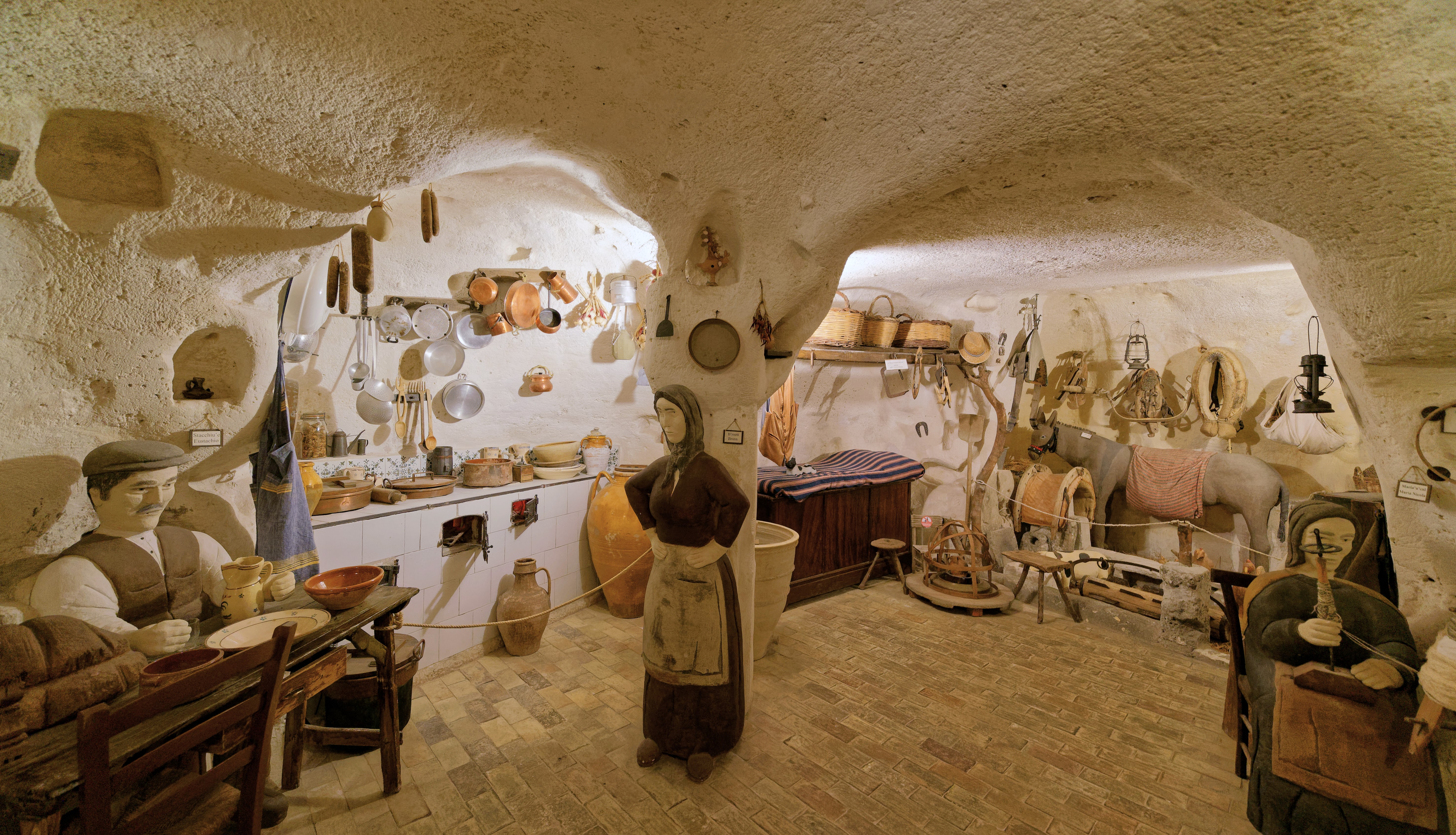
Höhlenwohnung Casa Grotta
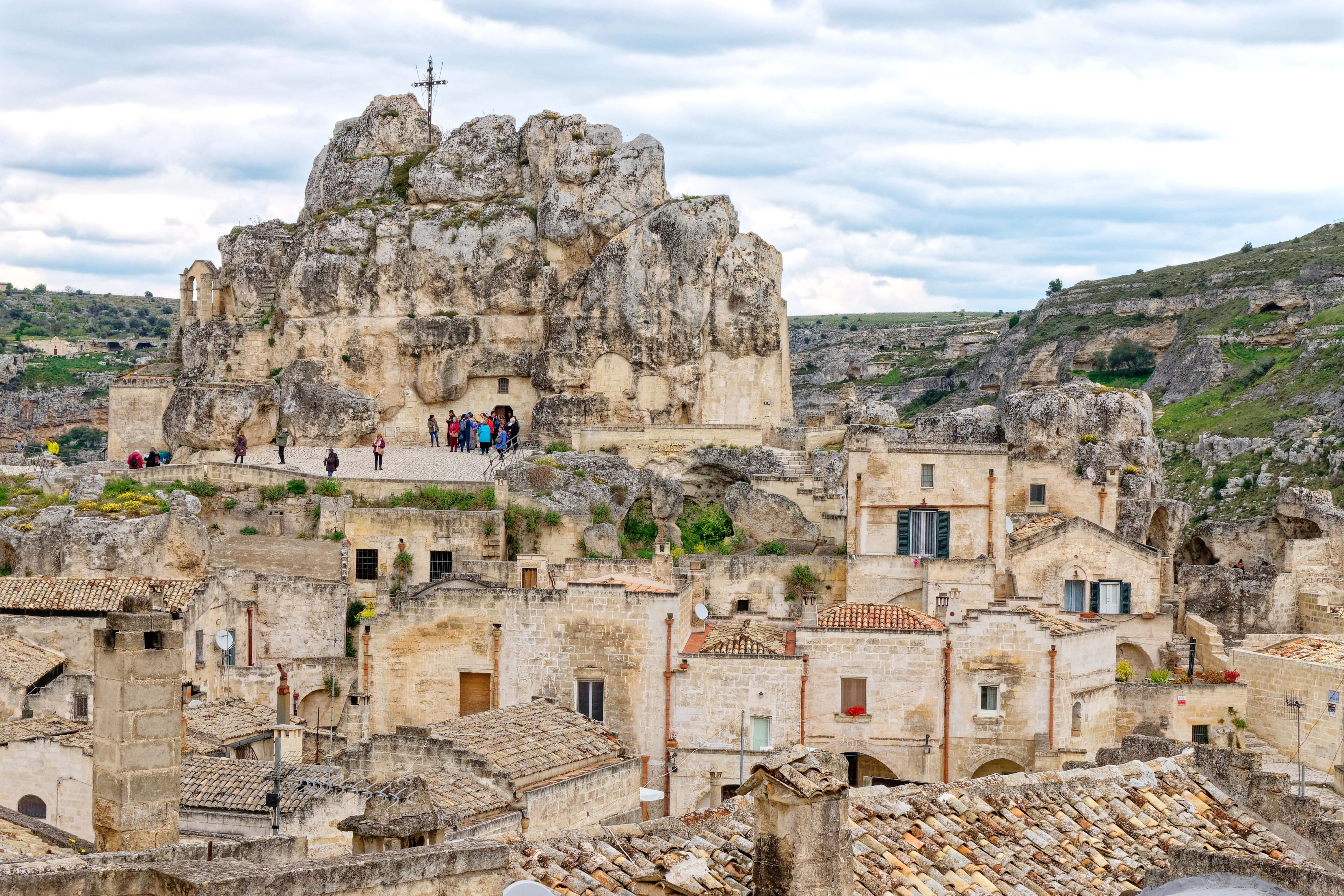
Santa Maria di Idris (Mitte) und San Pietro Caveoso (links)
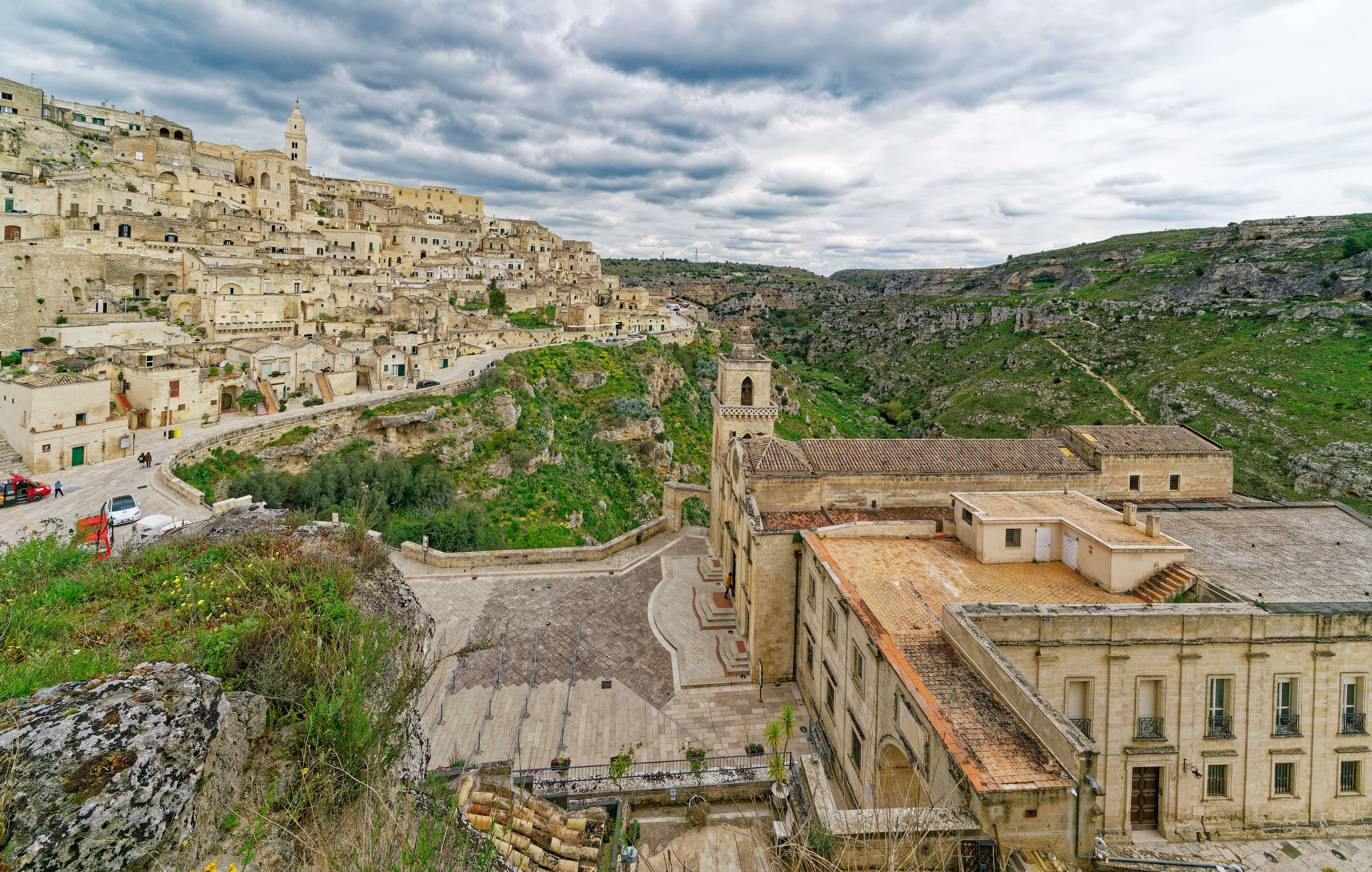
Kirche San Pietro Caveoso
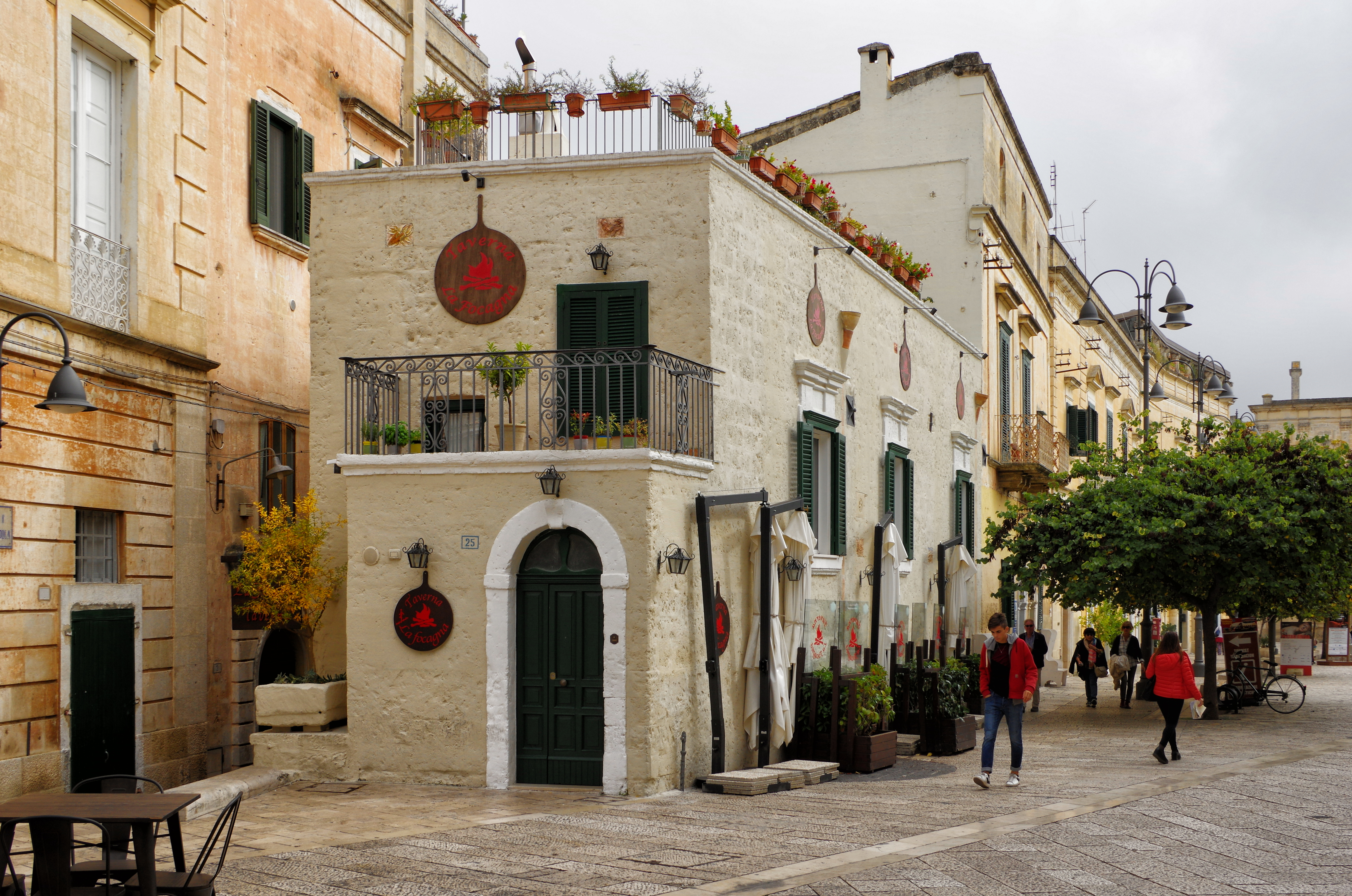
Via Ridola
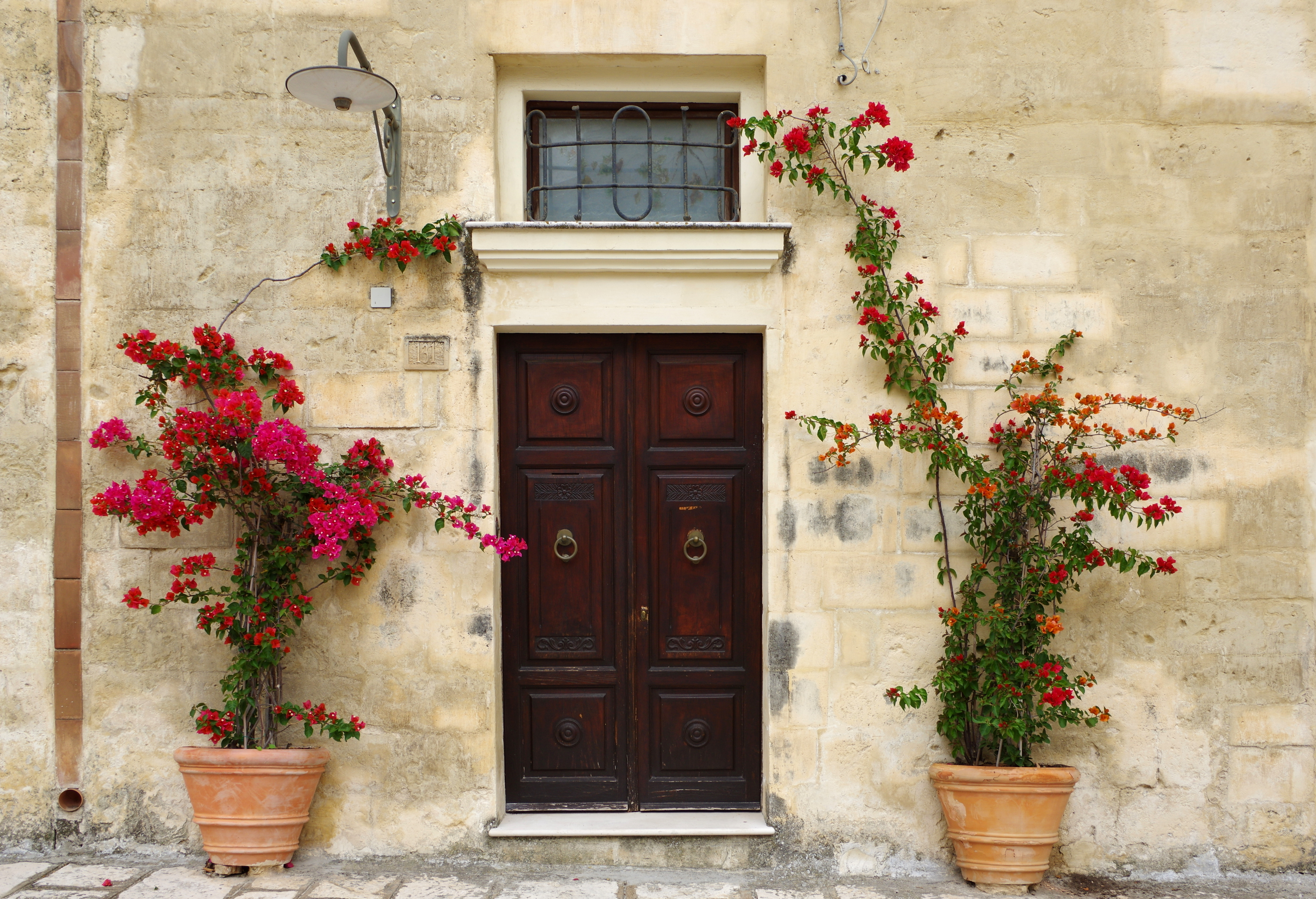
Wohnhaus in der Via Bruno Buozzi

## Andere Sehenswürdigkeiten

### Castello Tramontano

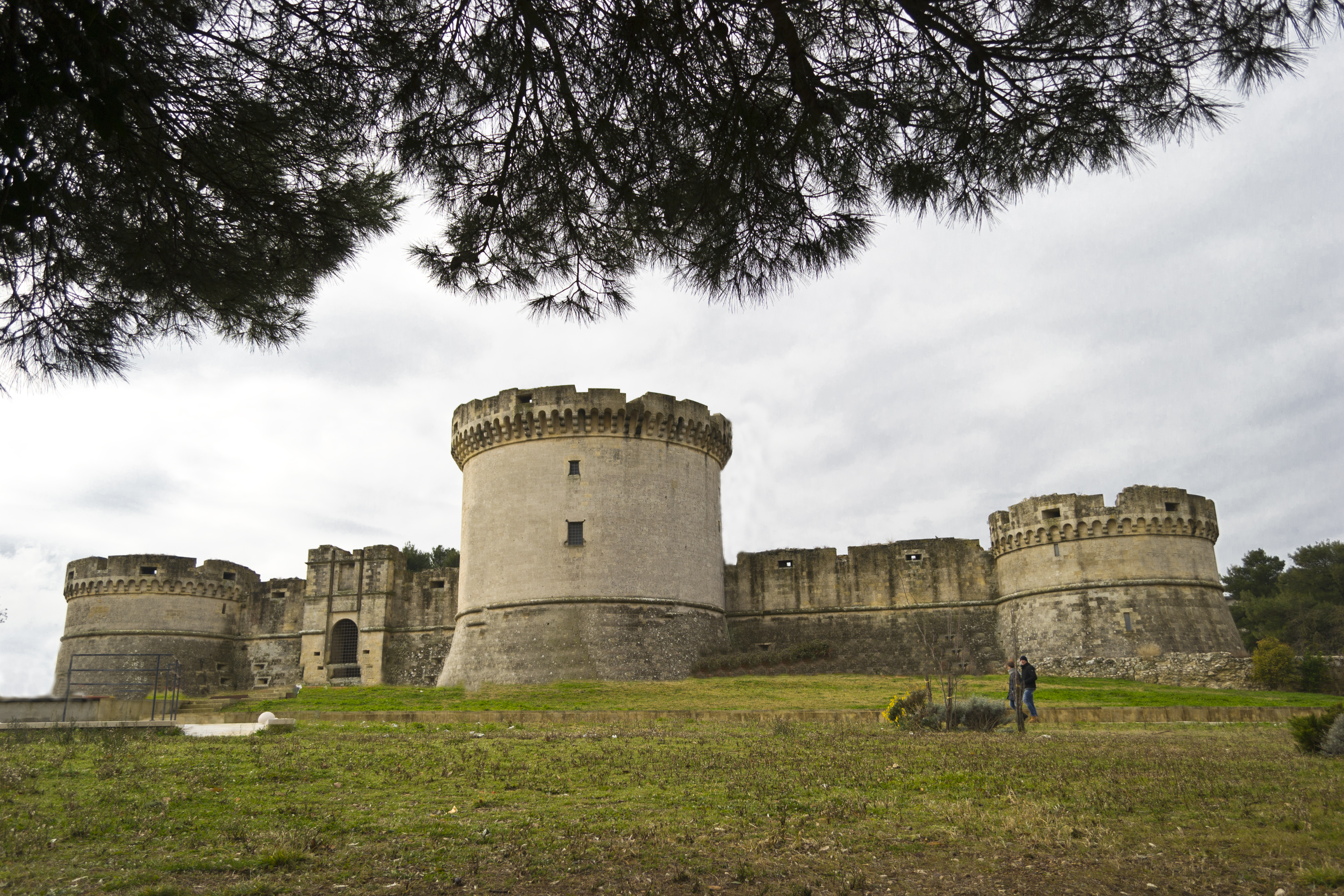
Castello Tramontano in Matera

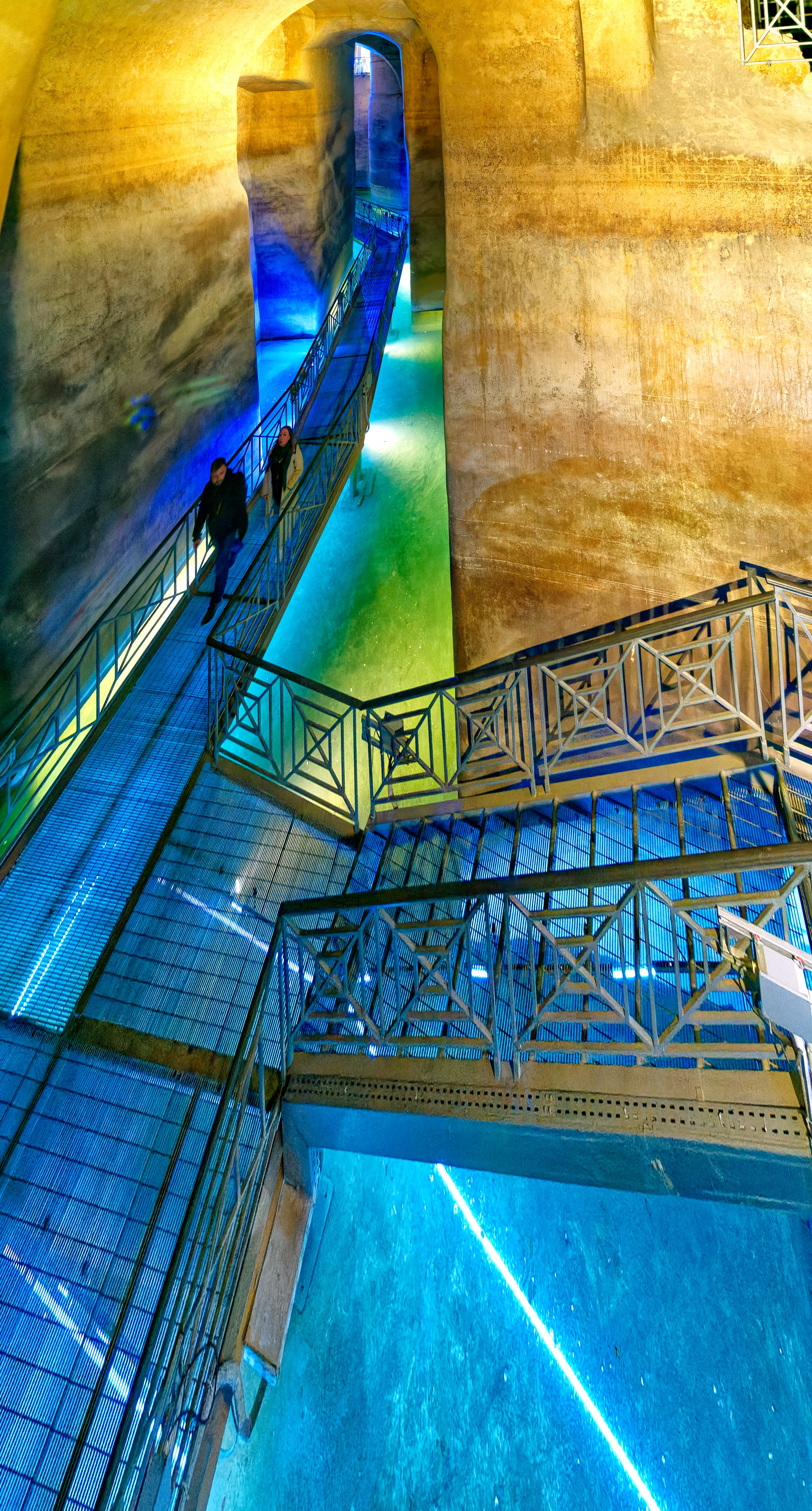
Die Zisterne im Zentrum von Matera

Das Castello Tramontano wurde Anfang des 16. Jahrhunderts von Gian Carlo Tramontano, dem Grafen von Matera, außerhalb der Stadtmauern errichtet. Er wollte damit nicht die Stadt schützen, sondern Kontrolle über diese ausüben. Das Kastell mit seinen drei großen Türmen liegt auf einem Hügel, genannt „Lapillo-Hügel“, über der Altstadt von Matera. Der Graf war wegen des Eintreibens hoher Steuern beim Volk sehr verhasst. Am 29. Dezember 1514 wurde er, als er aus der Kathedrale trat, auf offener Straße getötet. Der Bau blieb unvollendet. Ursprünglich waren noch weitere Türme geplant, was man aus Grabungsfunden erkennen konnte. Bei Ausgrabungen wurden auch große unterirdische Wasserspeicher mit Säulen und Deckengewölben gefunden. Die Grabungsfunde gaben auch Anhaltspunkte, wie die Menschen dieses Zeitalters lebten.

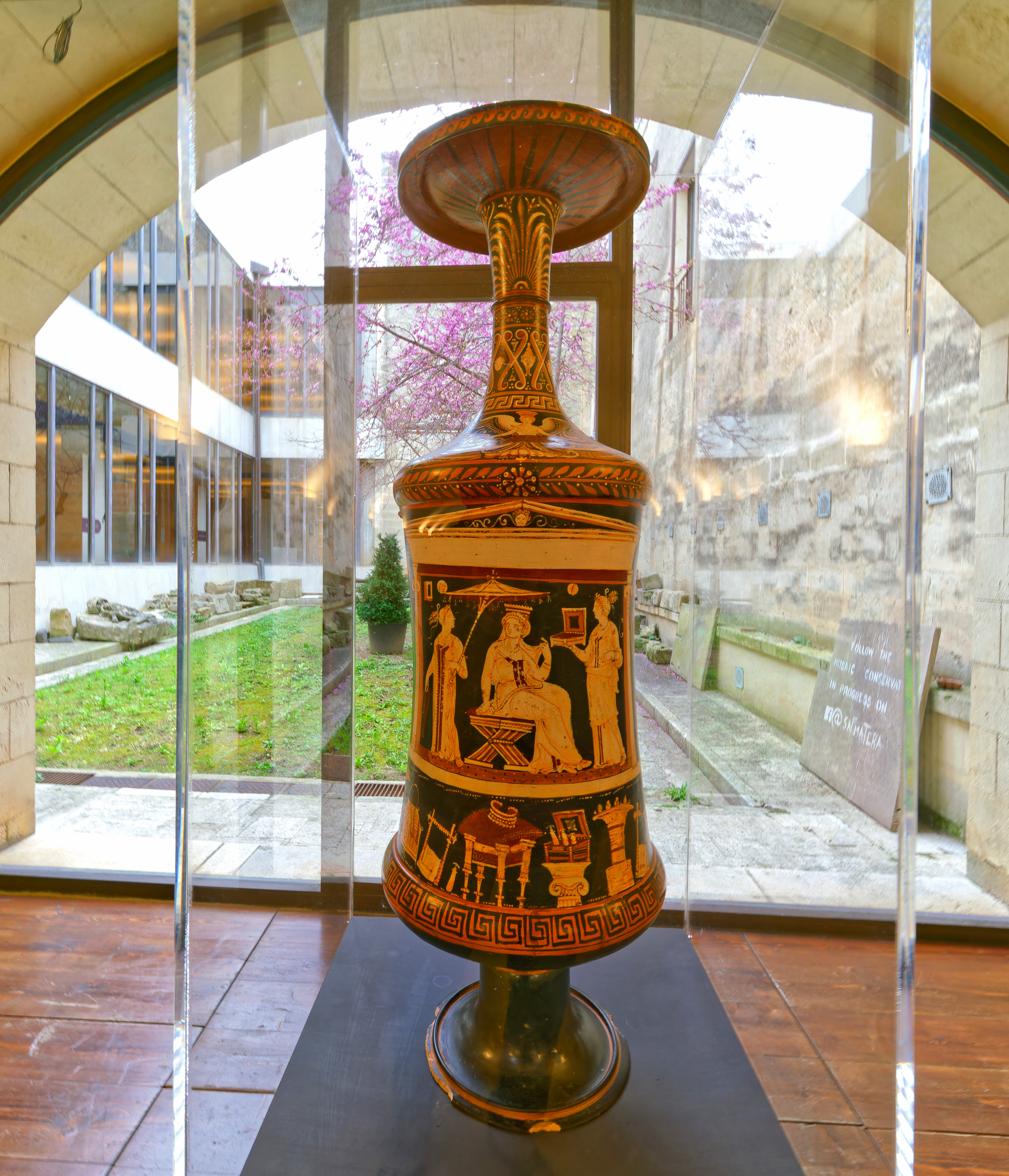
Das Museo Archeologico Nazionale

### Museen

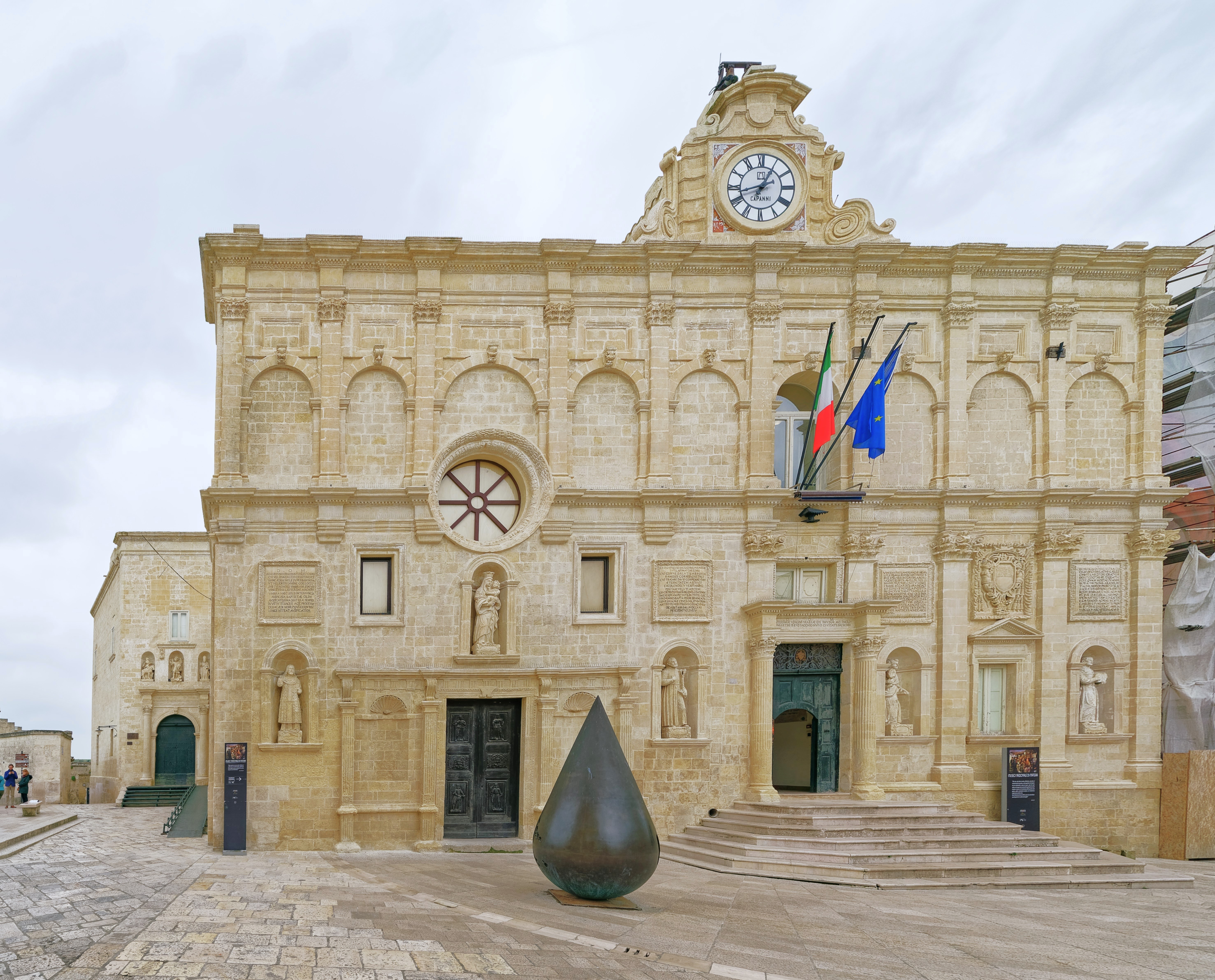
Palazzo Lanfranchi

Matera beherbergt mehrere Museen, darunter das Museo Archeologico Nazionale „Domenico Ridola“ mit archäologischen Exponaten von der Ur- und Frühgeschichte über die antiken Kulturen bis hin zum Mittelalter. Hinzu kommen das Museo Laboratorio della Civiltà Contadina, das sich alten Handwerken verschrieben hat, das Museo della Scultura Contemporanea, das moderne Skulpturen zeigt, sowie das Museo dell’olio di oliva, das sich Anbau und Verarbeitung von Oliven widmet.

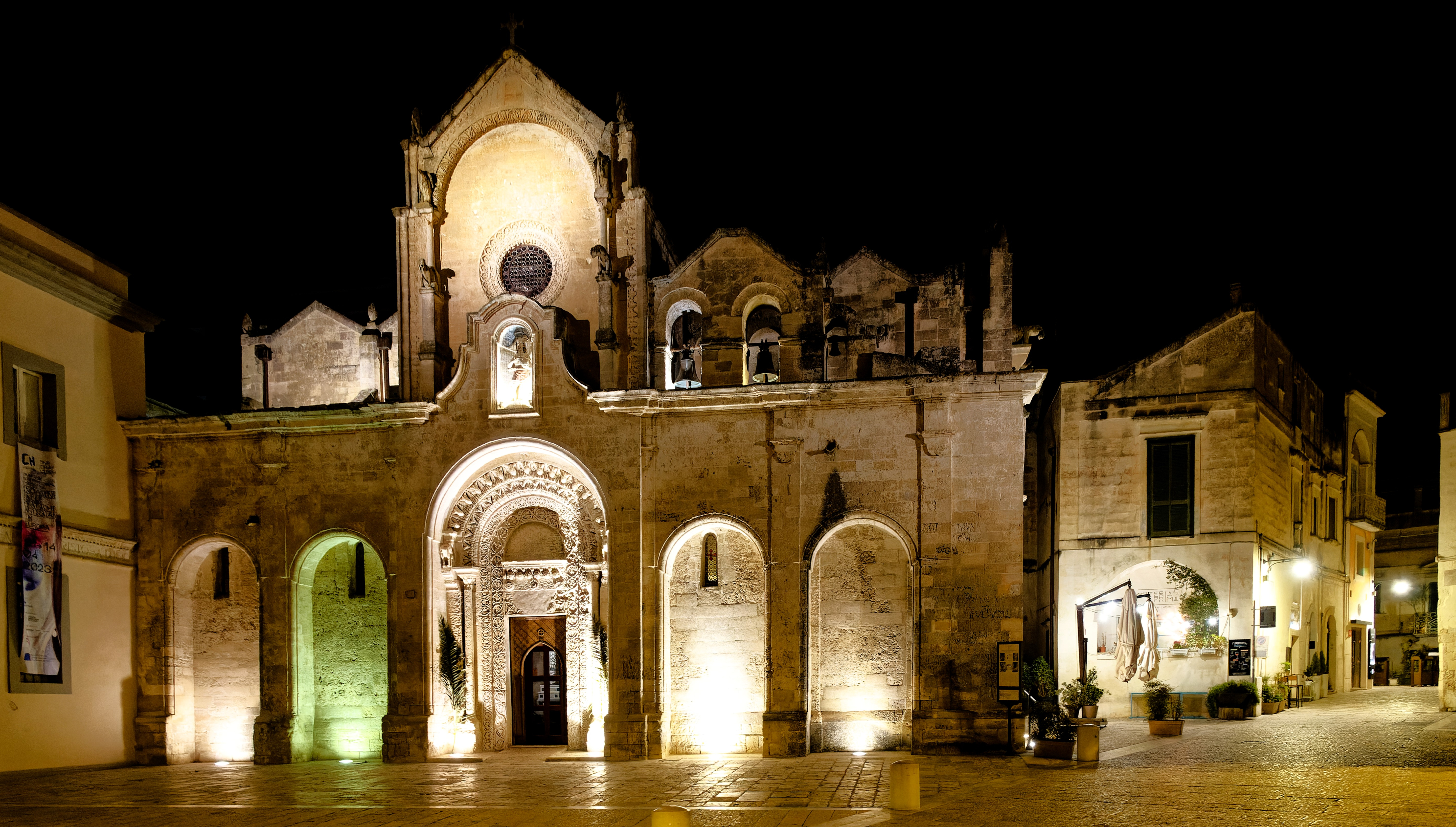
Chiesa di San Giovanni Battista

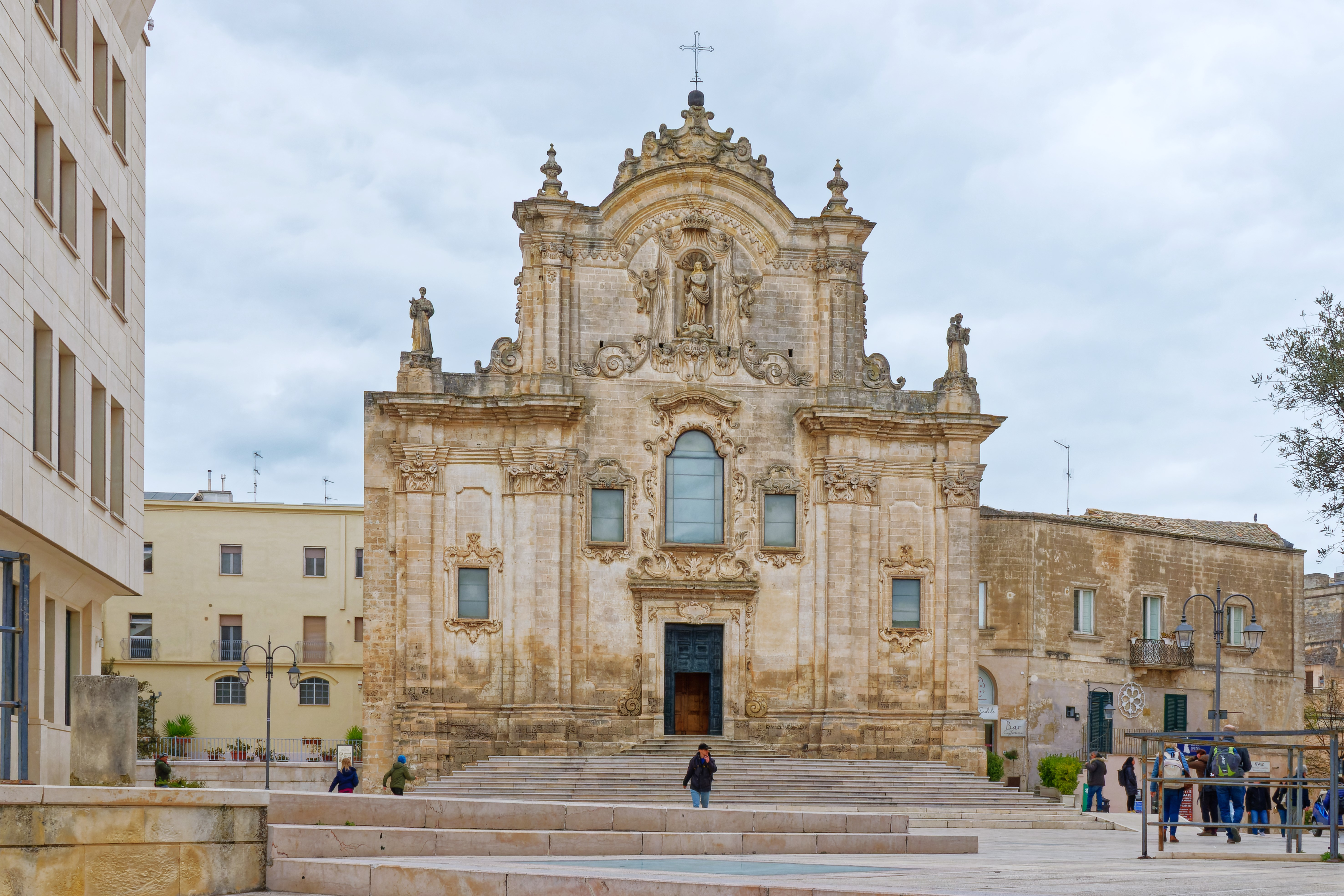
Chiesa di San Francesco d’Assisi

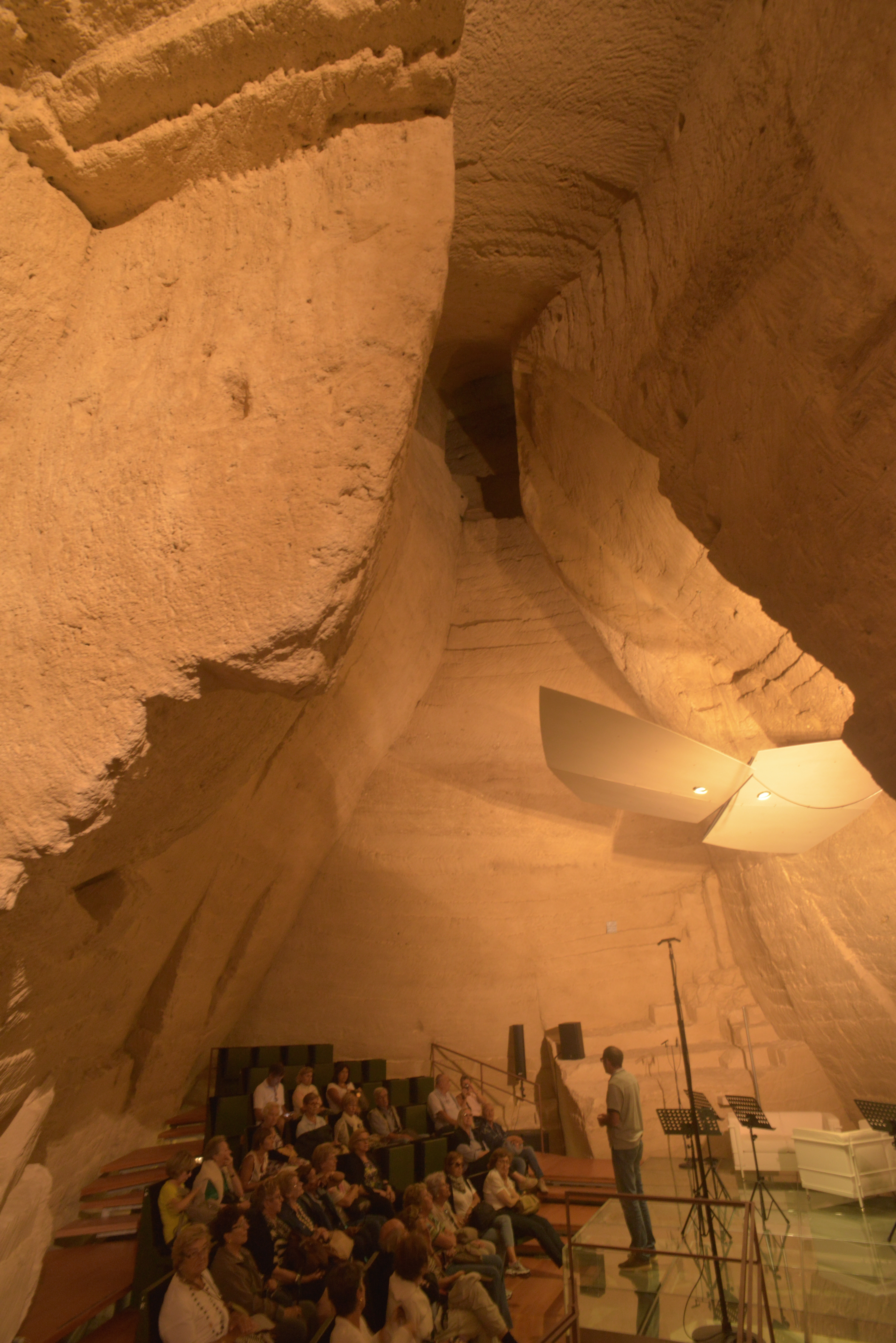
Auditorium im Kulturzentrum Casa Cava

## Bevölkerungsentwicklung
| Jahr      | 1861   | 1881   | 1901   | 1921   | 1936   | 1951   | 1971   | 1991   | 2001   | 2011   | 2021   |
| --------- | ------ | ------ | ------ | ------ | ------ | ------ | ------ | ------ | ------ | ------ | ------ |
| Einwohner | 14.434 | 15.593 | 17.081 | 18.357 | 22.069 | 30.390 | 44.513 | 54.919 | 57.785 | 60.796 | 59.794 |

Quelle: ISTAT

## Politik
Emilio Buccio (PdL) amtierte von 2007 bis 2009 als Bürgermeister. Nachdem zwischenzeitlich Sandro Calvosa als Commissario prefettizio provisorisch die Verwaltung übernommen hatte, wurde 2010 Salvatore Adduce vom Partito Democratico zum Bürgermeister gewählt. Am 15. Juni 2015 wurde Raffaello De Ruggieri als Kandidat einer Mitte-rechts-Koalition zum Bürgermeister gewählt. Seit dem 6. Oktober 2020 ist Domenico Bennardi, Mitglied der Partei Movimento 5 Stelle, Bürgermeister von Matera.

## Städtepartnerschaften
| Stadt     | Staat     |
| --------- | --------- |
| Vigevano  | Italien   |
| Cartagena | Kolumbien |
| Petra     | Jordanien |
| Maschhad  | Iran      |

## Weinbau
Seit dem 6. Juli 2005 gibt es eine „kontrollierte Herkunftsbezeichnung“ (Denominazione di origine controllata – DOC) für Weine aus der gesamten Provinz Matera. Diese wurde zuletzt am 7. März 2014 aktualisiert.

### Weintypen
Folgende Weintypen werden produziert:
- Matera Rosso: muss mindestens 60 % Sangiovese und mind. 30 % Primitivo-Trauben enthalten. Höchstens 10 % andere analoge Rebsorten, die für den Anbau in der Region Basilikata zugelassen sind, dürfen zugesetzt werden.
- Matera Primitivo und Matera Primitivo Passito: müssen zu mindestens 90 % die Rebsorte Primitivo enthalten. Höchstens 10 % andere analoge Rebsorten, die für den Anbau in der Region Basilikata zugelassen sind, dürfen zugesetzt werden.
- Matera Rosato: muss zu mindestens 90 % die Rebsorte Primitivo enthalten. Höchstens 10 % andere analoge Rebsorten, die für den Anbau in der Region Basilikata zugelassen sind, dürfen zugesetzt werden.
- Matera Moro und Matera Moro Riserva: müssen mindestens 60 % Cabernet Sauvignon, mind. 20 % Primitivo und mindestens 10 % Merlot enthalten. Höchstens 10 % andere analoge Rebsorten, die für den Anbau in der Region Basilikata zugelassen sind, dürfen zugesetzt werden.
- Matera Greco: muss zu mind. 85 % die Rebsorte Greco enthalten. Höchstens 15 % andere analoge Rebsorten, die für den Anbau in der Region Basilikata zugelassen sind, dürfen zugesetzt werden.
- Matera Bianco und Matera Bianco Passito: müssen mind. 85 % die Rebsorte Malvasia Bianca di Basilicata enthalten. Höchstens 15 % andere analoge Rebsorten, die für den Anbau in der Region Basilikata zugelassen sind, dürfen zugesetzt werden.
- Matera Spumante: muss zu mind. 85 % die Rebsorte Malvasia Bianca di Basilicata enthalten. Höchstens 15 % andere analoge Rebsorten, die für den Anbau in der Region Basilikata zugelassen sind, dürfen zugesetzt werden.
- Matera Spumante Rosé: muss zu mindestens 90 % die Rebsorte Primitivo enthalten. Höchstens 10 % andere analoge Rebsorten, die für den Anbau in der Region Basilikata zugelassen sind, dürfen zugesetzt werden.

## Matera als Drehort

### Dokumentarfilme
- Matera, die italienische Schönheit, Arte, 2018
- Sassi di Matera: Felsarchitektur der Sassi di Matera, Italien, Folge 297, SWR, 2019
- Matera – Von der Steinzeit in den Cyberspace, 3sat, 2019
- Matera, da will ich hin!, 3sat, 2019
- „Open Future“ in Matera, Europas Kulturhauptstadt, Arte, 2019

### Kino
Pier Paolo Pasolini drehte die Szene der Geburt Christi in seinem Matthäusevangelium (1964) in den Sassi von Matera. Mel Gibson drehte den Großteil der Außenszenen seines Filmes Die Passion Christi (2004) in den Sassi, in der Schlucht und auf dem Hügel auf der gegenüberliegenden Seite der Materaschlucht.
Weitere Filme, die komplett oder teilweise in Matera gedreht wurden:
- Die Wölfin von Kalabrien, von Alberto Lattuada, 1953
- Il Demonio, Regie: Brunello Rondi, 1963
- Made in Italy, Regie: Nanni Loy, 1965
- Schöne Isabella, Regie: Francesco Rosi, 1967
- Africa-Erotica, Regie: Piero Vivarelli, 1972
- Allonsanfan, Regie: Paolo und Vittorio Taviani, 1974
- L’Arbre de Guernica, Regie: Fernando Arrabal, 1975
- Lucky Girls, Regie: Carlo Di Palma, 1975
- Christus kam nur bis Eboli, Regie: Francesco Rosi, 1979
- Drei Brüder, Regie: Francesco Rosi, 1981
- König David, Regie: Bruce Beresford, 1985
- Nachtsonne, Regie: Paolo und Vittorio Taviani, 1990
- Der Mann, der die Sterne macht, Regie: Giuseppe Tornatore, 1995
- Mary, Regie: Abel Ferrara, 2005
- Das Omen, Regie: John Moore, 2006
- Es begab sich aber zu der Zeit …, Regie: Catherine Hardwicke, 2006
- Ben Hur, Regie: Timur Bekmambetov, 2016
- Der junge Messias, Regie: Cyrus Nowrasteh, 2016
- Wonder Woman, Regie: Patty Jenkins, 2017
- TILT, Regie: Marek Beles, 2017
- Maria Magdalena, Regie: Garth Davis, 2018
- Das Neue Evangelium, Regie: Milo Rau, 2020
- James Bond 007: Keine Zeit zu sterben, Regie: Cary Joji Fukunaga, 2021

### Musik
Matera erscheint in den Musikvideos der Lieder Sun Goes Down von Robin Schulz (2014) und Metallicas Spit Out the Bone (2016). Das Musikvideo La felicità von Fabrizio Moro (2017) wurde in der Höhensiedlung Sassi gedreht.

## Persönlichkeiten

### In Matera geborene Persönlichkeiten
- Johannes von Matera (1070–1139), Mönch und katholischer Heiliger
- Ascanio Persio (1554–1610), Humanist und Sprachgelehrter
- Tommaso Stigliani (1573–1651), Schriftsteller und Dichter
- Egidio Duni (1708–1775), Komponist
- Vittorio Spinazzola (1863–1943), Archäologe
- Giuseppe De Robertis (1888–1963), Romanist und Italianist
- Giovanni Battista Bronzini (1925–2002), Anthropologe und Historiker
- Serio Digitalino (* 1956), Bildhauer und Maler
- Luigi De Canio (* 1957), Fußballspieler und -trainer
- Biagio Colaianni (* 1957), römisch-katholischer Geistlicher, Erzbischof von Campobasso-Boiano
- Cosimo Fusco (* 1962), Schauspieler
- Rocco Pennacchio (* 1963), römisch-katholischer Geistlicher, Erzbischof von Fermo
- Francesco Mancini (1968–2012), Fußballspieler
- Emanuele Gaudiano (* 1986), Springreiter